# Георгиј Мондзолевски
Георгиј Григоревич Мондзолевски (рус. Георгий Григорьевич Мондзолевский; Орша, 26. јануар 1934 — 28. април 2024) био је совјетски одбојкаш.
Са репрезентацијом је двоструки олимпијски и светски првак, а једном је освојио и Европско првенство. Године 2012. је уврштен у одбојкашку дворану славних.